# Грейди, Джеймс (писатель)
Джеймс Грейди (англ. James Grady; родился 30 апреля 1949, Шелби, округ Тул Монтана, США) — американский писатель и журналист-расследователь, знаменитый автор шпионских триллеров и полицейских драм.
В 1971 году Грейди работал в качестве помощника в Конституционной комиссии в штате Монтана (Montana Constitutional Convention), которая в 1972 году утвердила обновленный вариант Конституции.

## Биография
Грейди окончил Школу журналистики Университета Монтаны (англ. School of Journalism at The University of Montana) в 1974 году. Во время учёбы в колледже работал на американского сенатора от штата Монтана Ли Меткалфа. Во времена пост-Уотергейтской эпохи (1974—1978) работал с журналистом Джеком Андерсоном (Jack Anderson) — одним из первооткрывателей новой отрасли в репортёрской профессии — разоблачительной журналистики. Грейди публиковался во многих изданиях: Slate, The Washington Post, Washingtonian, American Film, The New Republic, Sport, Parade, Journal of Asian Martial Arts. Стал знаменитым после того, как его шпионский роман-триллер «Шесть дней Кондора» был адаптирован для знаменитого фильма Сидни Поллака «Три дня Кондора» с Робертом Редфордом в главной роли. Всего Грейди написал около дюжины романов и много рассказов, некоторые также были адаптированы для кино и телевидения. Грейди является членом профсоюза пишущих для кино и радио писателей «Гильдия писателей Америки, Восточный берег».
Грейди женился на Бонни Гольдштейн в 1985 году и стал приёмным отцом для Рэйчел Грейди (известна как режиссёр документального фильма «Лагерь Иисуса»). Его хобби: литература о кино, изучение тайчи, плавание и прогрессивный рок.